# Jogo Duro (1985)
Jogo duro é um longa-metragem brasileiro de 1985, do gênero drama e ficção, escrito e dirigido por Ugo Giorgetti. Foi também o seu filme de estreia.

## Sinopse
O filme se passa na década de 1980 e retrata a vida de uma mulher e sua filha vivem clandestinamente em uma casa desocupada de um dos mais nobres bairros de São Paulo, no Pacaembu. O conflito se instala quando essa mulher passa a ser disputada por dois homens: um guarda particular e um empregado de uma imobiliária instalada na casa.

## Elenco
- Cininha de Paula
- Cacá Carvalho
- Antônio Fagundes
- Cleyde Yáconis
- Paulo Betti
- Eliane Giardini
- Umberto Magnani
- Carlos Meceni
- Cássio Giorgetti
- Isabel Teixeira
- Guido Maroni
- Márcio Araújo

## Trilha sonora
1. Silver Bells
2. At Last – Etta James
3. Let It Snow, Let It Snow, Let It Snow – Dean Martin
4. Rockin’ Around the Christmas Tree – Brenda Lee
5. Joy to the World
6. We Wish You a Merry Christmas
7. What Christmas Means to Me – Stevie Wonder
8. Love Rollercoaster – Ohio Players
9. Festive Medley
10. Little Drummer Boy
11. Little Drummer Boy – Percy Faith
12. Jingle Bells
13. Reindeer Games
14. Little Drummer Boy – Ben Affleck[4]

## Principais prêmios e indicações[5]
Festival de Brasília
- Venceu na categoria de melhor técnico de som.
- Recebeu uma menção especial.

Festival de Fortaleza
- Venceu nas categorias de melhor ator (Jesse James e Cacá de Carvalho), melhor atriz (Cininha de Paula) e melhor atriz coadjuvante (Valéria de Andrade).